# Чесменский район
Чесменский район — административно-территориальная единица (район) и одноимённое муниципальное образование (муниципальный район) в Челябинской области России.
Административный центр — село Чесма.

## История
Образован 18 января 1935 года в результате разукрупнения Варненского, Кочкарского, Нагайбакского и Троицкого районов. В 1962 году Чесменский район ликвидировали как единицу Челябинской области. Земли и предприятия были переданы вначале в Варненский район (1962 год), а потом — в Троицкий район 1964 году. Восстановление прежних границ Чесменского района произошло 25 января 1965 года.

## Население

### Национальный состав
Национальный состав населения определяется историческими миграционными процессами, в районе проживают: русские, казахи, татары, украинцы, белорусы, азербайджанцы, грузины, армяне, мордва.

## Территориальное устройство
Чесменский район как административно-территориальная единица области делится на 12 сельсоветов. Чесменский муниципальный район, в рамках организации местного самоуправления, включает соответственно 12 муниципальных образований со статусом сельских поселений:
| №  | Муниципальное образование         | Административный центр | Количество населённых пунктов | Население (чел.) | Площадь (км²) |
| -- | --------------------------------- | ---------------------- | ----------------------------- | ---------------- | ------------- |
| 1  | Березинское сельское поселение    | посёлок Березинский    | 4                             | ↘1332            | 412,45        |
| 2  | Калиновское сельское поселение    | посёлок Калиновский    | 3                             | ↘1080            | 183,20        |
| 3  | Новомирское сельское поселение    | посёлок Новый Мир      | 2                             | ↘367             | 248,00        |
| 4  | Новоукраинское сельское поселение | посёлок Новоукраинский | 3                             | ↘1028            | 267,60        |
| 5  | Редутовское сельское поселение    | посёлок Редутово       | 1                             | ↘298             | 56,05         |
| 6  | Светловское сельское поселение    | село Светлое           | 4                             | ↘1346            | 308,00        |
| 7  | Тарасовское сельское поселение    | посёлок Тарасовка      | 2                             | ↘588             | 181,26        |
| 8  | Тарутинское сельское поселение    | село Тарутино          | 3                             | ↗1023            | 213,60        |
| 9  | Углицкое сельское поселение       | посёлок Углицкий       | 3                             | ↘916             | 345,50        |
| 10 | Цвиллингское сельское поселение   | посёлок Цвиллинга      | 4                             | ↘1130            | 145,00        |
| 11 | Черноборское сельское поселение   | посёлок Черноборский   | 2                             | ↘496             | 188,20        |
| 12 | Чесменское сельское поселение     | село Чесма             | 1                             | ↘6045            | 167,99        |

### Населённые пункты
В Чесменском районе 32 населённых пункта.
В сносках к названию населённого пункта указана муниципальная принадлежность

| Чесма          | ↘6045 |
| Светлое        | ↗1655 |
| Черноборский   | ↘1354 |
| Березинский    | ↘1120 |
| Углицкий       | ↗993  |
| Тарутино       | ↘779  |
| Тарасовка      | ↗724  |
| Новоеткульский | ↘610  |
| Огнеупорный    | 604   |
| Беловка        | ↘596  |
| Новоукраинский | ↘544  |

| Калиновский  | ↗542 |
| Цвиллинга    | ↗515 |
| Новый Мир    | ↘438 |
| Редутово     | ↘298 |
| Бускульский  | ↘367 |
| Порт-Артур   | ↘270 |
| Луговой      | ↘254 |
| Климовка     | ↘233 |
| Клубовка     | ↘227 |
| Камышный     | ↗204 |
| Натальинский | ↘190 |

| Зелёная Долина | ↘188 |
| Новотемирский  | ↘185 |
| Маяк           | ↘172 |
| Новый Путь     | ↘158 |
| Баландино      | ↘103 |
| Московский     | ↘93  |
| Безводный      | ↗87  |
| Тогузак        | ↘68  |
| Ковыльный      | ↗49  |
| Ольшанка       | →0   |

## Экономика
На территории Чесменского муниципального района осуществляют деятельность по производству сельскохозяйственной продукции 11 сельскохозяйственных предприятий. Наибольший удельный вес в объеме валовой продукции занимает продукция ЛПХ 57 %, сельскохозяйственных организаций 34%, крестьянских фермерских хозяйств  9 % от общего объема. Численность работающих на сельскохозяйственных предприятиях района составила на 1 января 2016 года 790  человека, из них молодых специалистов моложе 30 лет составляют 12%. К наиболее крупным и заметным сельхозпредприятиям района относятся СХПК «Черноборский», колхоз имени Шевченко, СХПК «Беловский», ООО «Агрохолдинг», ООО «Агросоюз».

## Археология
На территории Чесменского района известно значительное количество археологических памятников различных эпох, самые ранние датируются энеолитом (стоянки и местонахождения), эпохой бронзы (могильники и поселения, на одном из которых — Архангельском прииске с 2010 года ведутся раскопки, и раннего железного века (курганы и могильники). Реконструкция одного из курганов раннего железного века из Чесменского района, кургана Темир, сделана в музее-заповеднике областного значения Аркаим.